# (22821) 1999 RS33
1999 أر أس 33 (ويعرف أيضًا باسم (22821) 1999 أر أس 33 وفق تسمية الكوكب الصغير) (بالإنجليزية: 1999 RS33)‏ هو كويكب ضمن حزام الكويكبات؛ وترتيبه 22821 من حيث الاكتشاف.
اكتُشف هذا الجُرم الفلكي بواسطة غاري هغ في 2 سبتمبر 1999.

## وصلات خارجية
- (22821) 1999 RS33 في قاعدة بيانات مختبر الدفع النفاث لأجرام النظام الشمسي الصغيرة

- الاكتشاف · مخطط المدار ·  العناصر المدارية · المعلمات المادية

- (22821) 1999 RS33 على موقع ويكي سكاي: DSS2, SDSS, GALEX, IRAS, Hydrogen α, X-Ray, Astrophoto, Sky Map, Articles and images